# Тулоу

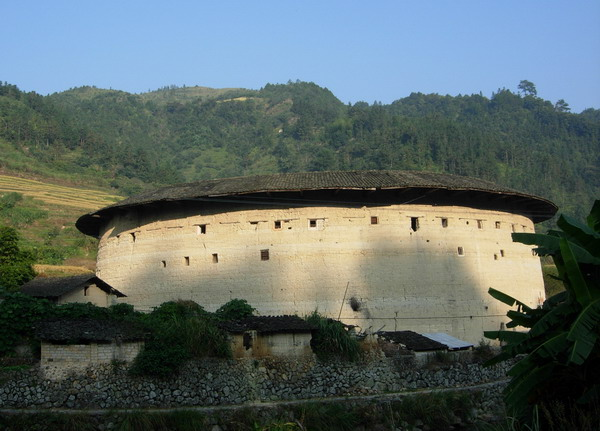
Середньовічне тулоу

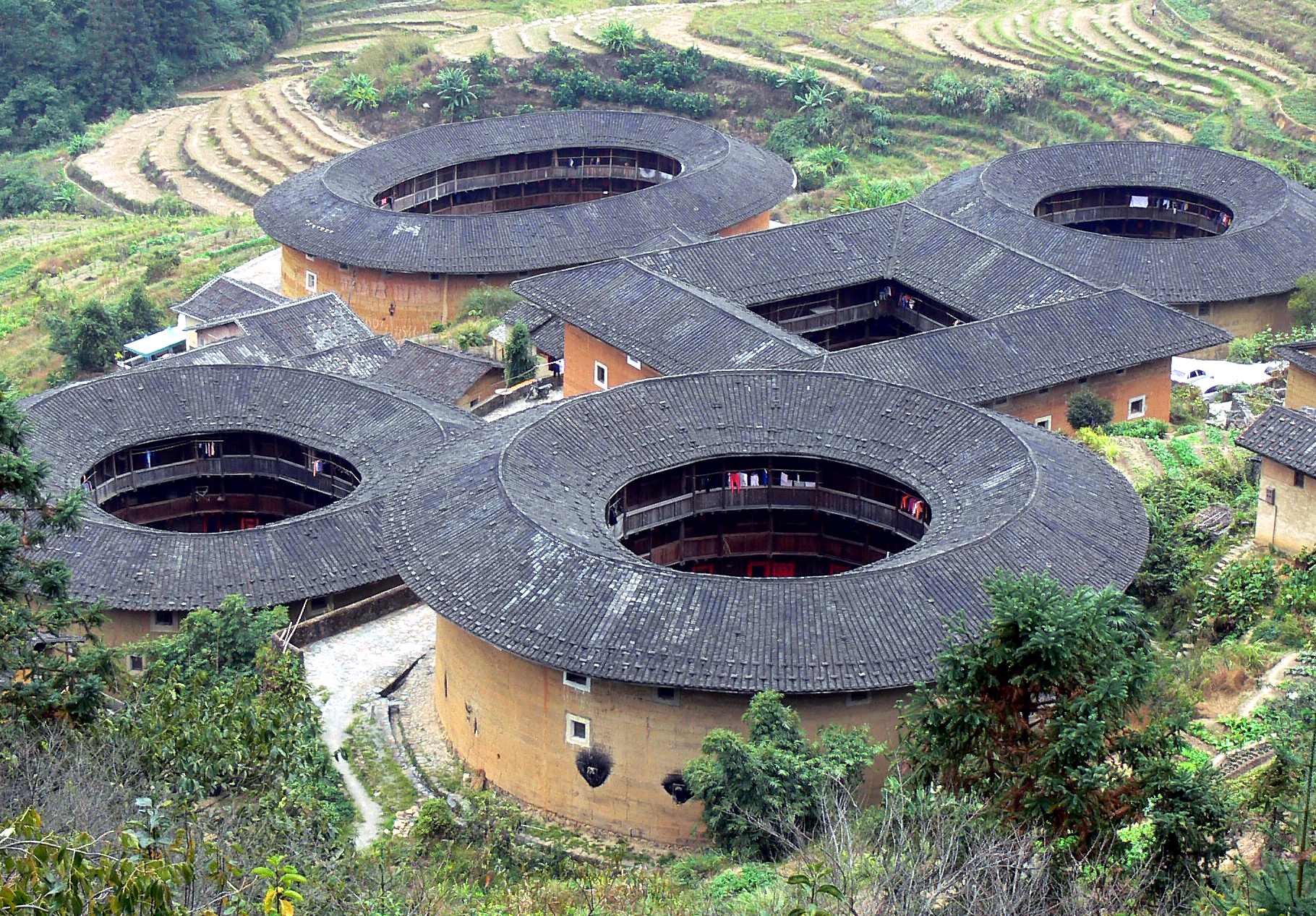
Група Тулоу «Тяньлокен» (селище Шуян, повіт Наньцзін) включає 4 тулоу круглої форми і 1 квадратної

Туло́у (кит. трад. 土樓, спр. 土楼, піньїнь: tǔlóu, акад. тулов, буквально «земляна будівля») — в китайській архітектурі житловий комплекс фортечного типу, поширений в провінціях Фуцзянь та Ґуандун. Бувають квадратної або круглої форми. Перші тулоу були побудовані представниками народності хакка, які під час міжусобних воєн мігрували з півночі до південних районів Китаю ще за династії Тан. Зіткнувшись з ворожим ставленням до себе з боку місцевого населення, мігранти змушені були будувати замкнуті житлові споруди фортечного типу.

## Форми
Тулоу круглої форми мають діаметр 50 — 90 метрів, товщина зовнішніх стін від одного до двох з половиною метрів, мають вузькі бійниці на верхніх ярусах та мінімальну кількість потужних вхідних воріт. Всередині фортеці були житлові приміщення, колодязь, великі запаси продовольства.

## Матеріал
Буквально «тулоу» можна перекласти як «земляний замок» (ту = земля, лоу = будівля з кількома поверхами); однак для будівництва часто використовували і цеглу, і камінь (валуни в гірських повітах, гранітні блоки в приморських районах). Зазвичай, з каменю клали фундамент (що ускладнювало ворогам підкоп під час облоги) та робили нижню частину стіни достатньо високою, щоб навіть під час найвищих повеней вода не розмивала земляну частину стіни. Основним матеріалом, однак, в більшості випадків все ж була композитна суміш з глини, піску та вапна, викладена та висушена прямо на сонці.

## Значення

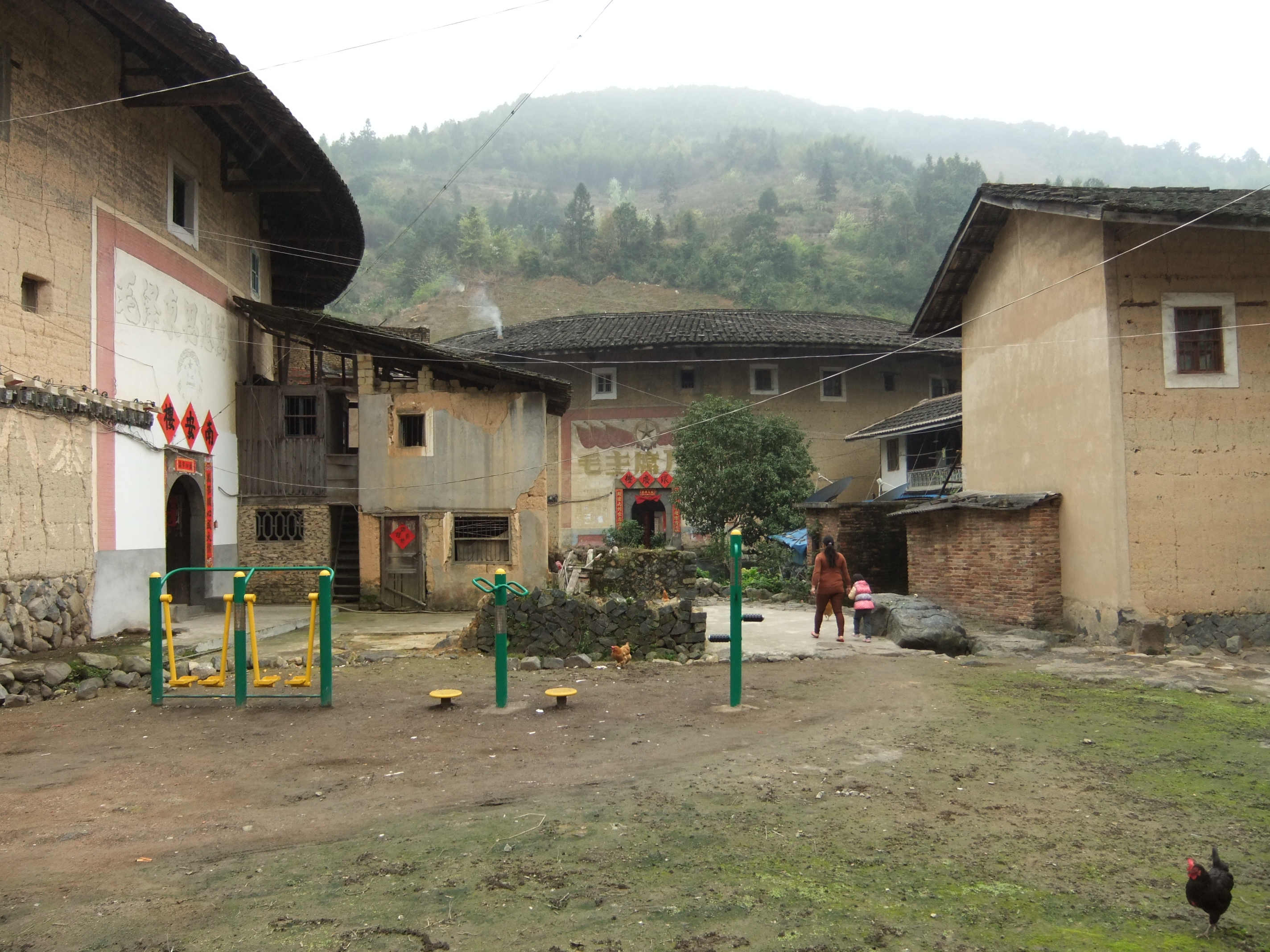
Гасла часів Культурної революції все ще видимі над воротами тулоу в селі Шіцзя (повіт Юндін)

У тулоу можуть жити по 500—600 осіб, які представляють три або чотири гілки одного клану. Наприклад, в Ченцілоу, чотириповерховому круглому тулоу у волості Ґаотоу повіту Юндін, свого часу проживали понад 600 осіб із клану Цзян. Тепер там залишилося лише трохи більш ніж 60 осіб (понад 20 сімей), але, як вони гордо відзначають, якби комусь захотілося прожити по одному дню в кожній кімнаті цієї споруди, йому знадобилося б майже рік.
Зазвичай, всі жителі одного тулоу (крім дружин, які прийшли з іншого клану) мали одне прізвище.
Останнім часом тулоу Фуцзяня втратили оборонне значення, перетворившись на унікальні пам'ятки китайської архітектури. 2008 року їх було занесено до Списку світової спадщини ЮНЕСКО (World Heritage List).